# IFAF Northern European Football League 2018
La IFAF Northern European Football League 2018 è la 2ª edizione dell'omonimo torneo europeo di football americano, organizzato dalla IFAF (sede di New York).
Era prevista anche la partecipazione dei Seahawks Gdynia, ma questi si sono invece iscritti alla CEFL Cup 2018.

## Squadre partecipanti
| Club               | Città      | Stadio | Sponsor ufficiale |
| ------------------ | ---------- | ------ | ----------------- |
| Carlstad Crusaders | Karlstad   |        |                   |
| Copenhagen Towers  | Gentofte   |        |                   |
| Tamworth Phoenix   | Atherstone |        |                   |
| Oslo Vikings       | Oslo       |        |                   |

## Stagione regolare

### Calendario

#### 1ª giornata
| Oslo 14 aprile 2018, ore 12:00 | Oslo Vikings | 10 – 21 | Copenhagen Towers |  |

#### 2ª giornata
| Oslo 28 aprile 2018, ore 15:00 | Oslo Vikings | 17 – 56 | Carlstad Crusaders | Frogner Stadion |

| Gentofte 28 aprile 2018, ore 16:00 | Copenhagen Towers | 50 – 7 | Tamworth Phoenix | Gentofte Sportspark |

#### 3ª giornata
| Coleshill 12 maggio 2018, ore 18:00 | Tamworth Phoenix | 14 – 34 (7-10 0-24 0-0 7-0) | Carlstad Crusaders | Pack Meadow |

#### 4ª giornata
| 9 giugno 2018, ore 13:00 | Carlstad Crusaders | 43 – 44 | Copenhagen Towers |  |

| 9 giugno 2018 | Tamworth Phoenix | 47 – 20 | Oslo Vikings |  |

### Classifica
La classifica della regular season è la seguente:
- PCT = percentuale di vittorie, G = partite giocate, V = partite vinte, P = partite perse, PF = punti fatti, PS = punti subiti
- La qualificazione alle Final Four è indicata in verde

| Pos. | Squadra            | PCT   | G | V | P | PF  | PS  |
| ---- | ------------------ | ----- | - | - | - | --- | --- |
| 1    | Copenhagen Towers  | 1.000 | 3 | 3 | 0 | 115 | 60  |
| 2    | Carlstad Crusaders | .667  | 3 | 2 | 1 | 133 | 75  |
| 3    | Tamworth Phoenix   | .333  | 3 | 1 | 2 | 68  | 104 |
| 4    | Oslo Vikings       | .000  | 3 | 0 | 3 | 47  | 124 |

## Verdetti
- Copenhagen Towers Vincitori della IFAF Northern European Football League 2018 e qualificati alla Superfinal 2018